# Cynodonichthys chucunaque
Cynodonichthys chucunaque is een straalvinnige vissensoort uit de familie van de killivisjes (Rivulidae). De wetenschappelijke naam van de soort is voor het eerst geldig gepubliceerd in 1925 door Breder.